# While We're Young
While We're Young is een Amerikaanse film uit 2014, geschreven, geproduceerd en geregisseerd door Noah Baumbach. De film ging in première op 6 september op het Filmfestival van Toronto in de sectie Special Presentations.

## Verhaal
Josh (Ben Stiller) is getrouwd met Cornelia (Naomi Watts) maar hun huwelijk is een beetje uitgeblust. Ze willen graag een kind maar Cornelia heeft al twee miskramen achter de rug. Josh was een veelbelovend documentairemaker maar nu lukt het hem niet een film af te maken waar hij al tien jaar mee bezig is. Ze maken kennis met een stel twintigers, Darby en Jamie, waar ze beginnen mee op te trekken en die hun huwelijk nieuw leven inblazen.

## Rolverdeling
| Acteur          | Personage           |
| --------------- | ------------------- |
| Ben Stiller     | Josh Schrebnick     |
| Naomi Watts     | Cornelia Schrebnick |
| Adam Driver     | Jamie Massey        |
| Amanda Seyfried | Darby Massey        |
| Charles Grodin  | Leslie Breitbart    |
| Brady Corbet    | Kent Arlington      |
| Ryan Serhant    | Hedge Fund Dave     |
| Maria Dizzia    | Marina              |
| Adam Horovitz   | Fletcher            |
| Peter Yarrow    | Ira Mandelstam      |
| Dree Hemingway  | Tipper              |
| Matthew Maher   | Tim                 |